# William Mathias
William Mathias (født 1. november 1934 i Whitland, Carmarthenshire, død 29. juli 1992 i St. Asaph, Wales) var en walisisk komponist og professor i musik.
Mathias studerede hos Lennox Berkeley på Royal Academy of Music i London (1965-1968).
Han var professor i musik og rektor på University of Wales (1970-1988). 
Mathias har skrevet 3 symfonier, orkesterværker, 3 klaverkoncerter , operaen The Servants, korværker, kammermusik, orgelstykker etc. 

## Udvalgte værker
- Symfoni nr. 1 (1966) - for orkester
- Symfoni nr 2 "Sommermusik" (1983) - for orkester
- Symfoni nr. 3 (1991) - for orkester
- Sinfonietta (1967) - for orkester
- 3 Klaverkoncerter (1955, 1961, 1968) - for klaver og orkester
- Obokoncert (1989) - for obo og orkester
- Violinkoncert (1992) - for violin og orkester
- Harpekoncert (1970) - for harpe og orkester